# ナチュラルキラー細胞
ナチュラルキラー細胞（ナチュラルキラーさいぼう、英: natural killer cell、NK細胞）は、自然免疫の主要因子として働く細胞傷害性リンパ球の1種であり、特に腫瘍細胞やウイルス感染細胞の拒絶に重要である。細胞を殺すのにT細胞とは異なり事前に感作させておく必要がないということから、生まれつき（natural）の細胞傷害性細胞（killer cell）という意味で名付けられた。形態的特徴から大形顆粒リンパ球と呼ばれることもある。

## 特性
NK細胞は、T細胞受容体（TCR）、T細胞普遍的マーカーであるCD3、膜免疫グロブリンであるB細胞受容体を発現していない大型の顆粒性リンパ球であり、通常ヒトではCD16（FcγRIII）とCD56、マウスではNK1.1/NK1.2という表面マーカーを発現している。
NK細胞は定常状態でも活性化した細胞傷害性リンパ球に特徴的な形態（大きなサイズ、小胞体に富む細胞質、顆粒など）をしており、新たなタンパク質合成や再構成をほとんどせずに、そのままで細胞傷害性を示す。したがって迅速に応答できる。

## 発見
NK細胞は1970年代初めに、T細胞が以前に免疫された腫瘍細胞を溶解する能力についての研究の最中に発見された。一連の実験で、研究者たちは一貫して「ナチュラルな」反応を観察していた。すなわち、リンパ球のうちのある集団は、前もって腫瘍細胞への認識能を高めておかなくてもその腫瘍細胞を溶解することが出来るのである。これは当時確立していたモデルにそぐわなかったため、当初は人為的な結果だと考えられていた。しかし1973年までにこの'natural killing'活性は種を超えて確立され、この能力を持った特別な系譜の細胞の存在が仮定された。モノクローナル抗体を用いた実験により、'natural killing'活性が大きな顆粒性リンパ球にあることが示され、これがNK細胞と呼ばれるようになった。

## missing-self説
NK細胞が抗原を認識せずに細胞を殺すといっても、正常な自己の細胞は攻撃しない。では何を認識しているのかが問題になるが、1986年にKarreらが提唱したのがmissing-self説である。これは、NK細胞はMHCクラスI分子の発現レベルが低い細胞を認識するというものである。MHCクラスI分子は自己のマーカーであり、すべての体細胞表面に発現しているはずのものである。そこでMHCクラスI分子がない細胞があれば、それは自己性を喪失（missing self）した異常な細胞であると見なして攻撃しても良いと考えられる。
実際に腫瘍やウイルスに感染した細胞などでは、MHCクラスI分子の発現が低下していることがある。これは、細胞傷害性T細胞（キラーT細胞）の抗原認識にMHCクラスI分子が必要なことと関係がある。MHCクラスI分子を発現している腫瘍細胞はキラーT細胞によって攻撃されるが、もし遺伝子異常によりMHCクラスI分子の発現が低下するとキラーT細胞の攻撃から逃れることができる。そこでキラーT細胞から逃れた細胞をNK細胞が攻撃するという相補的な関係にあると考えられた。
この説はその後、MHCクラスI分子を認識する抑制性受容体が発見されたことで、一部のNK細胞については正しいことが示された。ただし、研究用など、特殊な選別を受けた異常なNK細胞が、MHCクラスIを発現するがん細胞を攻撃しにくくなることが証明されたに過ぎない。野生型のNK細胞は、活性が高ければどのようながん細胞でも攻撃するが、そもそも単一物質や一種類のセンサーだけで相手の正体を見極めるのは不可能である。
その後の研究によって、NK細胞は生まれながらに何十種類ものKARやKIRと呼ばれるセンサー群をもち、これらを組み合わせて使うことでがんを認識していることが判明した。MHCクラスIを認識し攻撃抑制信号を発するセンサーは実際に存在するものの、それはいくつも種類があるKIRの内の一つに過ぎず、さらにMHCクラスIに反応するKIRをもたないNK細胞も多く存在する。また、MHCクラスIに反応して抑制信号を発するKIRを持つNK細胞であっても、活性が高ければ多種大量のKARが発現し、これらが発する攻撃信号がKIRの発する攻撃抑制信号を圧倒するため、標的細胞がMHCクラスIをもっていても、相手ががん細胞であれば攻撃することができる。

## 活性化機構
NK細胞は強い細胞傷害能があり、また自己を攻撃する可能性があることから、その活動は厳密に制御されている。NK細胞は様々な形の活性化シグナルを受けなければならないが、中でも次に示すものが最も重要である。
サイトカイン
IFNα/βがNK細胞の活性化に必須である。これらはストレス分子であり、ウイルス感染細胞から放出されるため、NK細胞にとってはウイルス性の病原体の存在を示すシグナルとなる。遍在的な活性化因子であるIL-2やIFNγもNK細胞を活性化することができる。
Fc受容体
NK細胞はマクロファージやその他の細胞種と同様、Fc受容体（抗体のFc部位が結合する活性化受容体）を発現している。これにより、NK細胞は、液性免疫により感作された細胞を標的にした抗体依存性細胞傷害（ADCC）を行う。
活性化受容体・抑制性受容体
NK細胞はFc受容体以外にも、細胞傷害活性を活性化したり抑制したりする様々な受容体を発現している。これらは標的細胞上の様々なリガンドに結合し、NK細胞の応答を制御するのに重要である。
NK細胞がサイトカインに応答することで、感染を排除できる抗原特異的な細胞傷害性T細胞が獲得免疫応答により生じるまでの間、ウイルス感染をコントロールするのに役立つ。NK細胞を欠く患者はヘルペスウイルス感染の初期に高感受性を示す。

## 抑制性受容体
抑制性受容体は、MHCクラスI分子を認識しており、これによりなぜNK細胞がMHCクラスI分子の発現が低い細胞を殺すのか説明できる。NK細胞受容体のタイプは構造的に分化している。
1. CD94:NKG2（ヘテロ二量体）
齧歯類と霊長類で保存されているCタイプレクチンファミリー受容体で、HLA-Eのような非典型的（かつ非多型的）なMHC I分子を認識する。HLA-Eの細胞表面での発現は典型的（多型的）なMHCクラスI分子のリーダーペプチドの存在に依存しているため、間接的にではあるが、これは典型的HLA分子の発現量を検出する手段になっている。
2. Ly49（ホモ二量体）
比較的由来の古いCタイプレクチンファミリー受容体で、マウスでは複数遺伝子があるがヒトは偽遺伝子が1つあるだけである。典型的（多型的）なMHCクラスI分子の受容体。
3. KIR（Killer cell Immunoglobulin-like Receptors）
最近進化したIg様細胞外ドメインを持つ受容体の多遺伝子族に属する。霊長類では、典型的なMHCクラスI分子（HLA-A, -B, -C）と非典型的なHLA-Gの両方に対する主要な受容体である。特定のHLAサブタイプに特異的なKIRもある。
4. ILTまたはLIR（leucocyte inhibitory receptors）
最近発見されたIg受容体ファミリーのメンバー。

## 細胞傷害機構
NK細胞の細胞質の顆粒には、パーフォリンやグランザイムなどのタンパク質が含まれており、これが細胞傷害活性の中心的な役割を担う。パーフォリンは傷害する細胞のごく近くで放出され、細胞膜に孔を開けてグランザイムや関連分子が中に入れるようにする。グランザイムはセリンプロテアーゼであり、標的細胞の細胞質でアポトーシスを誘導する。免疫学においてアポトーシスと細胞溶解の区別は重要である。ウイルスに感染した細胞を溶解するとウイルス粒子が放出されてしまうが、アポトーシスならば内部のウイルスを破壊することができるからである。